# Amal Clooney
Amal Clooney (àrab: أمل علم الدين كلوني)  (Beirut, 3 de febrer de 1978), nascuda Amal Alamuddin, és una advocada britànica d'origen libanès especialitzada en dret internacional i drets humans. Representa entre d'altres a Julian Assange, fundador de WikiLeaks, Iúlia Timoixenko, ex-primera ministra d'Ucraïna o el periodista Mohamed Fahmy. També ha treballat per a les Nacions Unides com a assessora de Kofi Annan o Ben Emmerson en investigacions sobre la Guerra Civil siriana o contra-terrorisme i ha sigut professora de dret a la Universitat de Colúmbia. S'ha destacat, entre d'altres, per la defensa de les víctimes de crims de guerra perpetrats per Estat Islàmic.
Clooney i Alamuddin es van comprometre el 28 d'abril de 2014, havent-se conegut quan ella actuava per al govern de Grècia en suport del retorn dels Marbres d'Elgin que estan al Museu Britànic i ell promocionava Monuments men, i es van casar oficialment el 27 de setembre de 2014 a Venècia, oficiant l'amic de Clooney, Walter Veltroni, antic alcalde de Roma. El 6 de juny de 2017, Amal va donar a llum una filla, Ella, i un fill, Alexander. Juntament amb el seu marit, l'actor George Clooney, va fundar la Clooney Foundation for Justice dedicada a diverses tasques humanitàries.
El setembre de 2021, el Tribunal Penal Internacional (CPI) va nomenar Amal Clooney com a assessora especial per al conflicte sudanès a Darfur.